# 't Kuipje

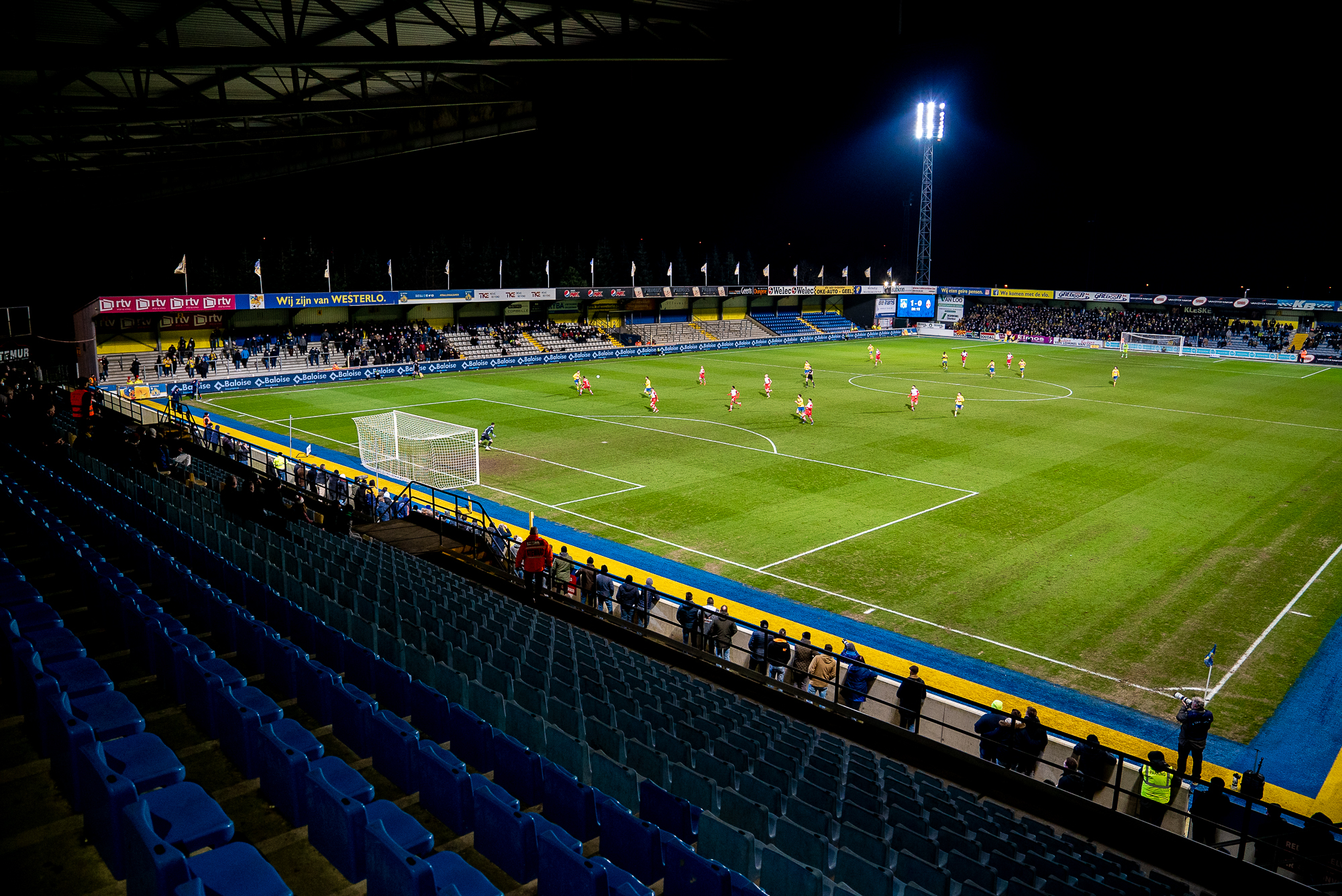
't Kuipje, stadion van KVC Westerlo.

 't Kuipje, ook soms wel  't Kuipke genoemd, is een voetbalstadion in de Belgische gemeente Westerlo. Het is de thuisbasis van eersteklasser KVC Westerlo. Het stadion biedt plaats aan 8.035 toeschouwers.
Westerlo was een van de eerste Belgische voetbalclubs die de dranghekken in zijn stadion weghaalde. Vanaf het seizoen 2008-2009 beschikt 't Kuipje ook over een verwarmde grasmat. Hiermee werd Westerlo na KRC Genk en Standard Luik de derde Belgische club die over zo'n veld beschikt. Naast het stadion liggen nog een zestal voetbalterreinen.